# Indische Zuidequatoriale stroom

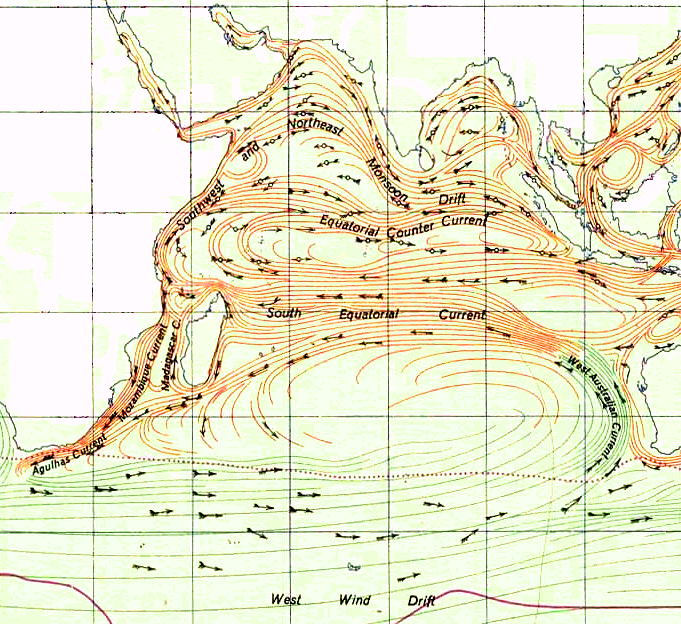
Indische Zuidequatoriale stroom aangeduid met South Equatorial Current

De Indische Zuidequatoriale stroom is een westwaarts gaande zeestroom in de Indische Oceaan ten zuiden van de evenaar. De zeestroom is een van de drie zeestromen die de naam Zuidequatoriale stroom draagt (de andere zeestromen zijn de Pacifische Zuidequatoriale stroom in de Stille Oceaan en de Atlantische Zuidequatoriale stroom in de Atlantische Oceaan). Ten zuiden van de zeestroom ligt de Indische Oceaan-gyre.
De zeestroom voert zeewater, afkomstig van de Timorzee en Arafurazee en aangevuld met de West-Australische stroom, vanaf de westkust van Australië de oceaan over richting de oostkust van Madagaskar, waar de stroom meerdere takken heeft en overgaat in de Agulhasstroom. Ook buigt een tak van de Indische Zuidequatoriale stroom al eerder zuidwaarts.
Ten noorden van de Indische Zuidequatoriale stroom ligt de Indische Equatoriale tegenstroom die in oostelijke richting stroomt. Op de evenaar draaien de winden twee keer per jaar door de moessons, waardoor de oppervlaktestroom oostelijk of westelijk kan zijn.